# 6 mai 1953
Le mercredi 6 mai 1953 est le 126e jour de l'année 1953.

## Naissances
- Albert LeGatt, prélat canadien de l'Église catholique
- Aleksandr Akimov (mort le 11 mai 1986), travailleur nucléaire victime de Tchernobyl
- Graeme Souness, footballeur international écossais
- Ivan Fedele, compositeur italien
- Jean-Barkès Gombé-Ketté, chef d’entreprise et homme politique franco-centrafricain
- Joost Veerkamp, illustrateur néerlandais
- Lynn Whitfield, actrice américaine
- Marco Romano, escrimeur italien
- Mark Farrell, joueur de tennis britannique
- Michelle Courchesne, personnalité politique canadienne
- Omar Pérez Santiago, écrivain chilien
- Paul Dunmall, saxophoniste britannique de jazz
- Paul Rübig, politicien autrichien
- Pierre-Emmanuel Taittinger, homme d'affaires et entrepreneur français
- Sy Friedman, mathématicien américain
- Tiny Kox, homme politique néerlandais
- Tony Blair, personnalité politique britannique

## Décès
- Harold Warrender (né le 15 novembre 1903), acteur britannique

## Événements
- France : Charles de Gaulle rend leur liberté aux élus du RPF, ce parti sera mis en sommeil en septembre 1955.